# Walter Bastenie
Walter Bastenie (* 29. Mai 1910 in Antwerpen; † Januar 1965 in Brüssel) war ein belgischer Eishockeyspieler. 

## Karriere
Walter Bastenie nahm für die belgische Nationalmannschaft an den Olympischen Winterspielen 1936 in Garmisch-Partenkirchen teil. Mit seinem Team belegte er den 13. und somit letzten Platz. Er selbst kam im Turnierverlauf in drei Spielen zum Einsatz. Auf Vereinsebene spielte er für den Brusselse IJshockeyclub.